# Simulium verecundum
Simulium verecundum är en tvåvingeart som beskrevs av Stone och Jamnback 1955. Simulium verecundum ingår i släktet Simulium och familjen knott. Inga underarter finns listade i Catalogue of Life.